# På Österåker
På Österåker är ett livealbum av Johnny Cash. Albumet spelades in på Österåkeranstalten i Sverige den 3 oktober 1972, och släpptes av CBS året efter.
Albumet är en av Johnny Cashs minst kända liveinspelningar. Ingen av hans mest kända låtar finns med på skivan, men en cover av Kris Kristoffersons välkända "Me and Bobby McGee" förekommer. Låten Orleans Parish Prison släpptes som singel, och nådde som bäst 52:a plats på Billboard-listan 1974. Låten Nobody Cared, skriven av hans fru June Carter Cash, framfördes för första gången av Cash på denna skiva.
Cash talar svenska vid flera tillfällen på skivan, och säger "Tack mina vänner", "Jag hoppas att ni tycker om våran musik", "Jag hoppas ni tycker om mig", "Detta är en sång om min far" och "Detta ar [sic!] en sång om Jesus. En fånge drömde att han såg Jesus".[källa behövs]
Förutom Johnny Cash och The Tennessee Three medverkar även Carl Perkins och Larry Butler. 
Albumet återutgavs hösten 2007. Man markerade med nyutgivningen 35-årsjubileet av originalinspelningen. Albumet avviker på flera ställen från originalet. Det är till att börja med 12 låtar fler och Orleans Parish Prison är helt annorlunda än originalet då fiolspelet är borta och det har lagts till en vers. I låten San Quentin har Cash bytt ut just San Quentin med Österåker vilket var mycket uppskattat av internerna, originalet återkommer senare på skivan. Dessutom sjunger även Carl Perkins låt nr 17 High Heel Sneakers och nr 18  Blue Suede Shoes. Han är bara med på återutgivningen och inte på originalet från 1973.

## Låtlista

### 1973
| Nr           | Titel                             | Kompositör                           | Längd |
| ------------ | --------------------------------- | ------------------------------------ | ----- |
| 1.           | Orleans Parish Prison             | Dick Feller                          | 02:32 |
| 2.           | Jacob Green                       | Cash                                 | 03:07 |
| 3.           | Me and Bobby McGee                | Fred Foster/Kris Kristofferson       | 03:11 |
| 4.           | Prisoner's Song                   | Guy Massey                           | 02:24 |
| 5.           | Invertebraes                      | Cash/Craig Dillingham/A. C. Johnston | 02:27 |
| 6.           | That Silver Haired Daddy of Mine  | Gene Autry/Jimmy Long                | 03:08 |
| 7.           | City Jail                         | Cash                                 | 03:56 |
| 8.           | Life of a Prisoner                | Larry Wilkerson                      | 02:49 |
| 9.           | Looking Back in Anger             | Harlan Sanders/Glen Sherley          | 02:14 |
| 10.          | Nobody Cared                      | Cash                                 | 02:07 |
| 11.          | Help Me Make It Through the Night | Kristofferson                        | 03:09 |
| 12.          | I Saw a Man                       | Arthur "Guitar Boogie" Smith         | 03:03 |
| Total längd: | Total längd:                      | Total längd:                         | 34:07 |

### 2007
| Nr           | Titel                                       | Kompositör                                     | Längd   |
| ------------ | ------------------------------------------- | ---------------------------------------------- | ------- |
| 1.           | I Walk the Line (Instrumental)              | Cash                                           | 01:50   |
| 2.           | A Boy Named Sue                             | Shel Silverstein                               | 03:22   |
| 3.           | Sunday Morning Coming Down                  | Kris Kristofferson                             | 04:11   |
| 4.           | Österåker (San Quentin)                     | Cash                                           | 02:45   |
| 5.           | Me and Bobby McGee                          | Fred Foster/Kris Kristofferson                 | 02:57   |
| 6.           | Orleans Parish Prison                       | Dick Feller                                    | 03:16   |
| 7.           | Jacob Green                                 | Cash                                           | 02:59   |
| 8.           | Life of a Prisoner                          | Larry Wilkerson                                | 03:12   |
| 9.           | The Prisoners Song                          | Guy Massey                                     | 03:04   |
| 10.          | Folsom Prison Blues                         | Cash                                           | 02:39   |
| 11.          | City Jail                                   | Cash                                           | 03:59   |
| 12.          | Help Me Make It Through The Night           | Kristofferson                                  | 03:15   |
| 13.          | That Silver Haired Daddy of Mine            | Gene Autry/Jimmy Long                          | 03:01   |
| 14.          | The Invertabraes                            | Cash/Craig Dillingham/A. C. Johnston           | 03:11   |
| 15.          | Lookin Back In Anger                        | Harlan Sanders/Glen Sherley                    | 02:18   |
| 16.          | I Saw A Man                                 | Arthur "Guitar Boogie" Smith                   | 03:29   |
| 17.          | High Heel Sneakers (sjungs av Carl Perkins) | Tommy Tucker                                   | 03:20   |
| 18.          | Blue Suede Shoes (sjungs av Carl Perkins)   | Carl Perkins                                   | 03:30   |
| 19.          | Dirty Old Egg Sucking Dog                   | Jack Clement                                   | 02:20   |
| 20.          | Wreck of the Ol 97                          | Arranged by Cash, Bob Johnson and Norman Blake | 01:46   |
| 21.          | I Promise You                               | Cash                                           | 02:28   |
| 22.          | Nobody Cared                                | June Carter                                    | 02:00   |
| 23.          | San Quentin                                 | Cash                                           | 01:46   |
| 24.          | Folsom Prison Blues (Instrumental)          | Cash                                           | 00:53   |
| Total längd: | Total längd:                                | Total längd:                                   | 1:07:31 |

## Medverkande
- Johnny Cash – Sång, akustisk gitarr
- Marshall Grant – Bas
- W.S. Holland – Trummor
- Bob Wootton – Elgitarr
- Carl Perkins – Sång, elgitarr
- Larry Butler – Piano

### Allmänna källor
- https://web.archive.org/web/20070504022437/http://www.dalademokraten.se/ArticlePages/200601/26/20060126161604_dd532/20060126161604_dd532.dbp.asp